# 350年代
| 千纪： | 1千纪                                                                                  |
| 世纪： | 3世纪 \| 4世纪 \| 5世纪                                                                |
| 年代： | 320年代 \| 330年代 \| 340年代 \| 350年代 \| 360年代 \| 370年代 \| 380年代              |
| 年份： | 350年 \| 351年 \| 352年 \| 353年 \| 354年 \| 355年 \| 356年 \| 357年 \| 358年 \| 359年 |

## 大事记
- 后赵灭亡，冉魏昙花一现，中国北方最后为前燕、前秦对峙
- 353年，东晋王羲之等人兰亭会，作兰亭序
- 354年，羅馬東帝君士坦提烏斯二世滅马格嫩提乌斯，統一帝國。 355年，天主教米蘭會議，罷黜三位一體。

## 逝世
- 苻洪（350年去世）
- 冉闵（352年去世）
- 苻健（355年去世）
- 苻生（357年去世）